# Naveel
Een naveel is een historisch zeilschip uit de 14de eeuw. Grote exemplaren werden in de zeevaart gebruikt. Het schip is waarschijnlijk verwant aan de kogge.